# Alojz Grnjak
Alojz Grnjak, slovenski godec in harmonikar, * 19. maj 1929, Slamnjak, † 12. november 2014.

## Življenje
Alojz Grnjak se je rodil 19. maja 1929 v Slamnjaku pri Ljutomeru. Zgodaj je odkril svoj talent za igranje diatonične harmonike, s katero si je razveseljeval sicer težko življenje. Navdih za ustvarjanje skladb je dobil med težkim delom po prleških vinogradih, uglasbil pa je tudi več besedil prleških pesnikov. Leta 1969 je ustanovil svoj Ansambel Alojza Grnjaka, s katerim je uspešno nastopil tudi na prvem ptujskem festivalu istega leta.
Svoje znanje igranja na harmoniko je prenašal na mlade rodove in jih učil osnov igranja, obenem pa jim je dajal zgled kulturnega ustvarjalca. Več kot 40 let je z diatonično harmoniko spremljal ljubiteljske folklorne skupine iz Prlekije, KS Železne Dveri, Društva upokojencev Ljutomer in Kulturnega društva Manko Golar iz Ljutomera. Več kot 30 let je igral pri folkorni skupini Prlek, ki sedaj deluje pod imenom Veseli Prleki.
Umrl je 12. novembra 2014.

## Delo
Njegov ansambel je izvajal več njegovih skladb. Njegova pesem Železnodverska velja za prleško himno. To skladbo je leta 2008 podaril društvu Künštni Prleki za himno Republike Prlekije. Verjetno najbolj prepoznavna pa je skladba Matjašek je gujdeka kla oziroma Na kolinah, ki je ponarodela, tako kot tudi mnoge druge njegove pesmi. Leta 2010 je Alojz Grnjak za svoje delo prejel Miklošičevo nagrado.

## Skladbe
- Prleški vasovalec
- Na kolinah
- Pozdrav Ljutomeru
- Večerni zvon
- Po gozdu
- Prelepa si, zemlja slovenska
- V nedeljo zvečer
- Med vinskimi griči
- Na cesti
- Kosci
- V gostilni
- Železnodverska
- Jeruzalem vabi
- Nesrečna
- Cerovska polka
- Nevesti v slovo
- Ob trgatvi
- Babica in dedek
- Prleški fantič
- Dahova
- Čehi stante
- Prijatelju v spomin
- Vesela deklica
- Stara mama
- Prleški spomini
- Moja domovina
- Zaplešimo po prleško
- Napitnica
- V tujini
- Stankova polka
- Vrni se, o Marija
- Ubogo dete
- Na poti domov
- Po dolinah